# Xenon-115
Xenon-115 of 115Xe is een onstabiele radioactieve isotoop van xenon, een edelgas. De isotoop komt van nature niet op Aarde voor.
Xenon-115 ontstaat onder meer door radioactief verval van cesium-115 en barium-116.

## Radioactief verval
Xenon-115 bezit een korte halveringstijd: 18 seconden. Het vervalt vrijwel volledig (99,65%) door β+-verval naar de radio-isotoop jodium-115:
{\displaystyle {\ce {{^{115}_{54}Xe}->{^{115}_{53}I}+{e^{+}}+{\nu }_{e}}}}
De vervalenergie hiervan bedraagt 6,6588 MeV. 
Een klein gedeelte (0,34%) vervalt naar de radio-isotoop telluur-114:
{\displaystyle {\ce {{^{115}_{54}Xe}->{^{114}_{52}Te}+{p^{+}}+{e^{+}}+{\nu }_{e}}}}

Xenon-115 vervalt voor 0,0003% tot de radio-isotoop antimoon-111:
{\displaystyle {\ce {{^{115}_{54}Xe}->{^{111}_{51}Sb}+\alpha +{e^{+}}+{\nu }_{e}}}}
109Xe · 110Xe · 111Xe · 112Xe · 113Xe · 114Xe · 115Xe · 116Xe · 117Xe · 118Xe · 119Xe · 120Xe · 121Xe · 122Xe · 123Xe · 123mXe · 124Xe · 125Xe · 125m1Xe · 125m2Xe · 126Xe · 127Xe · 127mXe · 128Xe · 129Xe · 129mXe · 130Xe · 131Xe · 131mXe · 132Xe · 132mXe · 133Xe · 133mXe · 134Xe · 134m1Xe · 134m2Xe · 135Xe · 135mXe · 136Xe · 136mXe · 137Xe · 138Xe · 139Xe · 140Xe · 141Xe · 142Xe · 143Xe · 144Xe · 145Xe · 146Xe · 147Xe · 148Xe